# Tetegawaai
Tetegawaai is een bestuurslaag in het regentschap Nias Selatan van de provincie Noord-Sumatra, Indonesië. Tetegawaai telt 387 inwoners (volkstelling 2010).